# ミカ・ジェル
ミカ・ジェル（Micah Jelagat Njeru、1988年8月5日 - ）は、日本国内で活躍しているケニア出身の男子陸上競技選手（長距離種目）。身長165cm、体重53kg。

## 経歴
ケニア出身。仙台育英高等学校に留学し、同校の全国高等学校駅伝競走大会優勝に貢献した。高校卒業後は実業団のトヨタ紡織に就職し、陸上部に所属し競技を続けている。

## 人物
- 趣味は映画観賞。特技はサッカー。

## 主な戦績
- 2006年　全国高等学校総合体育大会　5000m　1位　13分57秒21

## 自己ベスト
- 1500m　3分53秒40
- 5000m　13分22秒27　延岡　2008年5月31日
- 10000m　27分48秒40　袋井　2007年10月14日
- 10マイル　46分03秒　甲佐　2007年12月9日
- ハーフマラソン　1時間02分44秒　札幌 2008年6月15日